# Order Partyzanckiej Gwiazdy (Jugosławia)
Order Partyzancka Gwiazda (sr. Орден партизанске звезде, chor. Orden partizanske zvijezde, słow. Red partizanske zvezde, maced. Орден на партизанската ѕвезда) – jugosłowiańskie odznaczenie wojskowe za zasługi w czasie II wojny światowej.

## Historia
Order został ustanowiony 15 sierpnia 1943 roku przez Josipa Broz Tito – Naczelnego Dowódcę Wojsk Ludowowyzwoleńczych i Oddziałów Partyzanckich Jugosławii dla nagrodzenia dowódców, oficerów i żołnierzy za zasługi w czasie walk z okupantami. 
Order posiadał trzy klasy:
- Order Partyzanckiej Gwiazdy ze złotym wieńcem
- Order Partyzanckiej Gwiazdy ze srebrnym wieńcem
- Order Partyzanckiej Gwiazdy z karabinami

W dniu 1 marca 1961 roku ustawą zmieniono nazwy klas i ustalając nazwę na Order Partyzanckiej Gwiazdy kl. I, kl. II i kl. III. 
Nadawanie orderu zakończono w 1973 roku.

## Zasady nadawania
Order nadawany był uczestnikom walk z okupantami z okresu II wojny światowej. Nadawany był dowódcom, oficerom i żołnierzom walczącym w szeregach oddziałów partyzanckich na terenie Jugosławii. Nadawano go również cudzoziemcom walczącym na terenie Jugosławii.
Order nadawany był w latach 1943–1973 i w tym czasie nadano łącznie 12 542 w tym:
- klasy I – 627 w tym 37 cudzoziemcom
- klasy II – 1531 w tym 34 cudzoziemcom
- klasy III – 10 384[1]

## Opis odznaki
Odznaka orderu wykonana jest ze srebra, w klasie I pozłacana, w pozostałych klasach w kolorze naturalnym.
Odznaka odznaczenia klasy I jest pięcioramienna gwiazda pokryta czerwoną emalią umieszczona na złotym wieńcu z liści laurowych. Krawędzie gwiazdy są złocone.
Odznaką odznaczenia klasy II jest pięcioramienna gwiazda pokryta czerwoną emalią umieszczona na srebrnym wieńcu z liści laurowych. Krawędzie gwiazdy są w kolorze srebrnym.
Odznaką odznaczenia klasy III jest pięcioramienna gwiazda pokryta czerwoną emalią umieszczona na dwóch skrzyżowanych karabinach. Karabiny i krawędzie gwiazdy są w kolorze srebrnym. 
Na rewersie umieszczone jest mocowanie odznaczenia w postaci śruby z nakrętką. 
Order zawieszony był bezpośrednio na mundurze, przy czym w 1961 roku ustanowiono baretkę do tego odznaczenia do noszenia wraz z innymi baretkami w kolorze czerwonym dla klasy I, dla klasy II z dwoma żółtymi paskami, a dla klasy III z czterema żółtymi paskami.